# Good night (福山雅治の曲)
『Good night』（グッドナイト）は、福山雅治5枚目のシングル。1992年5月21日に発売。発売元はBMGビクター（現・Ariola Japan）。

## 解説
前作「WOH WOW/ただ僕がかわった」から7ヶ月ぶりとなるシングル。福山も出演したTBS系金曜ドラマ『愛はどうだ』挿入歌に使用された。
このシングルで、オリコンシングルチャートに初めてTOP10入りを果たすスマッシュヒットとなり、約30万枚のセールスを記録した。

## 収録曲
全作詞・作曲：福山雅治
1. Good night
（編曲：松本晃彦）
TBS系金曜ドラマ『愛はどうだ』挿入歌。
それまでロックにこだわり続けてきた福山が、バラードに初挑戦した曲。この曲はデモテープの締め切りに追われる中、ツアーで滞在していた名古屋のホテルのトイレで明け方にメロディーが浮かんだと語っており、名古屋のライブでは「名古屋で生まれた曲」と紹介することがあった。
歌詞はドラマのプロデューサーからの依頼により、初めて“ラブソング”を書いたという。ラブソングの書き方については、渋谷のカフェでプロデューサー木崎賢治の指南を仰いで作られた[2]。自身にとって特別な曲とテレビ番組などでも度々公言している。ライブでは主にアコースティック・ギターの弾き語りで披露される事が多いが、2012年の福山☆冬の大感謝祭ではピアノ弾き語りで披露された。また、かつてレギュラーを務めた『福山雅治のオールナイトニッポンサタデースペシャル・魂のラジオ』最終回（2015年3月28日放送）ではエンディングの弾き語りコーナー「魂リク」で披露、番組および同コーナーで披露した最後の曲となった[3]。
ミュージックビデオが制作されているが、ソフト化されていない。
2. ひとりきり歩いてく帰り道で
（編曲：中村修司）
福山曰く、アコースティックな感じで作った、言わばプロトタイプと言える曲[1]。以後、こういった曲調の作品が増えていった。当時、アルバム未収録ながらカラオケにこの曲が入っているのを見つけた時、福山は嬉しかったという[1]。
3. Good night Original Karaoke

## ミュージシャン
| Good night - Drums:TORU HASEBE - Bass:HIDEKI MATSUBARA - Guitars:KOICHI KORENAGA - Keyboards:TETSUO OTAKE | ひとりきり歩いてく帰り道で - Drums:NORIYASU KAWAMURA - Bass:SHINGO HARUYAMA - Guitars:SHUJI NAKAMURA - Piano:TSUTOMU OHIRA - Keyboards:KAZUHIRO HARA - Computer & Synthesizer Programming:NOBUHITO TANAHASHI |

## 収録アルバム
Good night
- BOOTS
- M-COLLECTION 風をさがしてる
- MAGNUM COLLECTION 1999 "Dear"
- fukuyama masaharu acoustic live best selection "Live Fukuyamania" (Live Version)
- fukuyama masaharu MAGNUM COLLECTION "SLOW" (new mix)
- Fukuyama Masaharu ANOTHER WORKS remixed by Piston Nishizawa (ピストン西沢によるremix)
- THE BEST BANG!!
- 福の音 (LIVE Version)

ひとりきり歩いてく帰り道で
- M-COLLECTION 風をさがしてる